# La Iglesuela
La Iglesuela – gmina w Hiszpanii, w prowincji Toledo, w Kastylii-La Mancha, o powierzchni 69,1 km². W 2011 roku gmina liczyła 441 mieszkańców.